# Autoportret w okopach (obraz Stanisława Janowskiego)
Autoportret w okopach – obraz olejny namalowany przez polskiego malarza, ilustratora i scenografa Stanisława Janowskiego w 1918 roku, znajdujący się w zbiorach Muzeum Narodowego w Krakowie.

## Opis
Gdy wybuchła I wojna światowa, ceniony już wówczas artysta Stanisław Janowski wstąpił, we wrześniu 1914 roku, do Legionów Polskich wchodzących w skład armii austro-węgierskiej. Do lipca 1915 roku służył w Oddziale Technicznym Departamentu Wojskowego Naczelnego Komitetu Narodowego, wyjeżdżając na front I i II Brygady jako korespondent wojenny wykonujący fotografie i rysunki. W sierpniu 1915 roku na własną prośbę został przydzielony do legionowego 3 Pułku Piechoty, w grudniu otrzymał nominację na chorążego. W marcu 1916 roku przeniósł się do legionowego 2 Pułku Ułanów, pozostając w nim do lutego 1918 roku, gdzie pełnił funkcje komendanta oddziału sztabowego. Janowski należał do grupy legionowych grafików, malarzy i rzeźbiarzy, których służba podporządkowana była sprawom artystycznym. Pozostawił dużą ilość akwarel, obrazów i rysunków, a także kilkaset fotografii wykonanych na froncie wschodnim „Wielkiej Wojny”.
Stanisław Janowski namalował swój autoportret według fotografii z około połowy 1916 roku. Ubrany jest w mundur 2 Pułku Ułanów, prawą rękę ma schowaną pod kurtką mundurową, w lewej trzyma papierosa. Stoi przed sztalugą w drewnianej chacie, z widocznym białym piecem i teczkami na rysunki porozkładanymi w różnych częściach pomieszczenia. Dopełnieniem jest siodło widoczne w lewym dolnym rogu płótna.  